# (7165) Pendleton
(7165) Pendleton (1985 RH) – planetoida z pasa głównego asteroid okrążająca Słońce w ciągu 4,21 lat w średniej odległości 2,6 j.a. Odkryta 14 września 1985 roku.